# 小行星11766
小行星11766（11766 Fredseares）是一颗绕太阳运转的小行星，为主小行星带小行星。该小行星于1960年10月发现。

## 轨道参数
小行星11766的轨道半长轴为470 164 989 km（3.1428141 UA），离心率为0.156。